# Der letzte Sommer der Reichen
Pour plus de détails, voir Fiche technique et Distribution.
Der letzte Sommer der Reichen (littéralement Le Dernier Été des riches) est un film autrichien réalisé par Peter Kern en novembre et décembre 2013 et sorti en 2014.

## Synopsis
Les soirées de la haute société viennoise comprennent sexe, drogues, alcool et jeunes femmes. 
Hanna von Stezewitz se trouve au centre de tout cela. 
Elle est séduisante, riche et chef d'un groupe de sociétés, bailleurs de fonds les plus importants de Vienne.
La seule personne qui se trouve sur son chemin est le patriarche de la famille, son grand-père grabataire. 
Prête à tout pour se débarrasser de lui, elle engage un tueur. 
Mais lorsque Hanna découvre son égal en Sarah, la religieuse et infirmière de son grand-père, elle en tombe amoureuse.

## Fiche technique
- Titre original : Der letzte Sommer der Reichen
- Réalisation : Peter Kern
- Scénario : Peter Kern
- Producteur exécutif :
- Musique :
- Pays d'origine :  Autriche
- Genre : Drame, romance saphique
- Durée : 82 minutes (1 h 22)
- Dates de sortie : 
  -  Autriche : 24 avril 2014
  -  Allemagne : 7 février 2015
  -  États-Unis : 28 avril 2015 (festival du film gay et lesbien de Miami)

## Distribution
- Amira Casar : Hanna von Stezewitz
- Nicole Gerdon : Sarah
- Winfried Glatzeder : Boris
- Margarete Tiesel : Lerchenbach
- Nicole Beutler : Katharina Lehrnickel
- Florian Feik : Tanzschüler
- Heinz Trixner (de) : grand-père von Stezewitzle, le grand-père de Hanna
- Traute Furthner : grand-mère von Stezewitzle, la grand-mère de Hanna
- Stephanie Fürstenberg : Kulturstadträtin
- Daniel Hoesl : Armenia
- Susanna Hohlrieder : Tanja Santos
- Daria Iemets : Gast
- Asli Kislal : Mutter Santos
- Markus Kofler : Vater Santos
- Paul Matic : Albert Heinsel
- Martin Oberhauser : Havanna